# Copper Canyon (Texas)
Copper Canyon est une ville située au sud du comté de Denton au Texas, aux États-Unis,. La ville est fondée en avril 1973.

## Démographie
Lors du recensement de 2010, la ville comptait une population de 1 334 habitants. Elle est estimée, en 2016, à 1 439 habitants.

### Source de la traduction
- (en) Cet article est partiellement ou en totalité issu de l’article de Wikipédia en anglais intitulé « Copper Canyon, Texas » (voir la liste des auteurs).